# Famille de La Tour de Saint-Vidal
Pour les articles homonymes, voir Famille de La Tour.
La famille de La Tour de Saint-Vidal, était une ancienne famille de la noblesse du Velay qui possédait la baronnie de Saint-Vidal, près de la ville du Puy-en-Velay. Citée dès le XIIIe siècle, elle a une filiation prouvée remontant à 1494. Elle s'éteignit au XVIe siècle dans une branche de la famille de Rochefort d'Ailly qui en releva le nom,.
Bien que le point de jonction ne soit pas connu, Certains généalogistes lui rattachent la famille de La Tour seigneurs du Monteil, de Bains et de Choisinet qui subsista jusqu'au XVIIIe siècle.

## Histoire
Famille de La Tour Saint-Vidal
Avant de s'établir au  XVIIIe siècle à Saint-Vidal, la famille de La Tour était fixée à Barges.
Avant de passer à la famille de La Tour, la seigneurie de Saint-Vidal appartenait à la famille de Goudet :
- En 1300, noble Guigon de Goudet s'intitule seigneur dudit lieu et de Saint-Vidal dans son testament.
- En 1324, Gérine de Glavenas, dans son testament, se dit veuve d'Hugues de La Tour, seigneur de Saint-Vidal 
- En 1266, Adhémare, femme d'Hugues de La Tour, seigneur de Barges fait son testament. Aux XVe siècle et XVIe siècle, elle possédait les baronnies et seigneuries de Saint-Vidal, Blanzac, Goudet, Beaufort, Montusclat, Montvert, d'Eynac et du Villard. Son tombeau était au couvent des Cordeliers du Puy.
Adhémare était sans doute une sœur de Guigon de Goudet, seigneur de Saint-Vidal. La famille de La Tour serait devenue seigneurs de Saint-Vidal du chef d'Aymarde.
Du mariage d'Hugues de La Tour il y eut : 1° Hugues de La Tour, encore mineur lors du testament de sa mère ; 2° Guicharde de La Tour ; 3° Alexandre de La Tour.
Hugues de La Tour, deuxième du nom, épousa, à la fin du XIIIe siècle, Gérine de Glavenas, dont il eut, entre autres, Maurice de La Tour qui suit.
Maurice de La Tour eut pour femme Randonne de Joyeuse, nommée dans une reconnaissance faite par son mari en 1361 au couvent des Jacobins, au Puy.
La famille de La Tour de Saint-Vidal s'éteignit avec Antoine de La Tour, seigneur de Saint-Vidal, chevalier de l’ordre du roi, capitaine de cinquante hommes de ses ordonnances, gouverneur en Gévaudan, en 1583, et premier sénéchal, en 1585, marié à Claire de Saint-Point, dont il eut deux filles :
- Claude qui épousa Claude de La Tour des Bains, son cousin
- Claire qui épousa le 1er août 1582, Claude de Rochefort d'Ailly à la charge par l’un et l’autre des enfants de ces deux filles de prendre les noms et armes de La Tour-Saint-Vidal[5].

Famille de La Tour du Monteil
La famille de Latour seigneurs du Monteil, de Bains et de Choisinet, considéré comme une branche de la même famille, établissait sa filiation depuis Jean de La Tour, seigneur du Monteil, allié en 1353 à Didière de Cambefort, dame de Bains. Son descendant, François de La Tour de Bains, page de la petite écurie, épousa en 1617 Françoise de Bourbal, dame de Choisinet, et en eut Claude de La Tour de Bains-Saint-Vidal, seigneur de Choisinet, maintenu noble en 1668 sur preuves de 1539, marié en 1665 à Françoise d’Hautefort, dont entre autres : Christophe, dit le marquis de Choisinet, page de la grande écurie en 1667, allié en 1688 à Angélique de Bullion, mort en 1728 dernier de sa famille, et François-Ignace de La Tour-Saint-Vidal, dit le comte de Choisinet, maréchal de camp, marié à Marie-Anne de Cuériboult, d’où Christophe-Ignace, dit le marquis de Choisinet, page de la grande écurie, mort sans postérité en 1716,.

## Personnalités
- Antoine II de La Tour Saint-Vidal (c.1540-1591), gouverneur (1567-1589) et sénéchal (1583) du Gévaudan, gouverneur du Velay (1563-1591) pendant les guerres de religion, capitaine de cinquante hommes d'arme, grand maitre de l'artillerie de la Ligue catholique[7].

## Armes
Les armes de la famille se blasonnent ainsi : d'or, à la tour de gueules, crénelée, maçonnée et ajourée de sable.,,